# Firefox (Film)
Firefox ist ein US-amerikanischer Actionfilm aus dem Jahr 1982 und wurde nach dem gleichnamigen Roman von Craig Thomas (1942–2011) gedreht. Clint Eastwood, der den Film produzierte, führte Regie und spielte gleichzeitig die Rolle des Piloten Mitchell Gant. Der Film startete am 23. September 1982 in den bundesdeutschen Kinos.

## Handlung

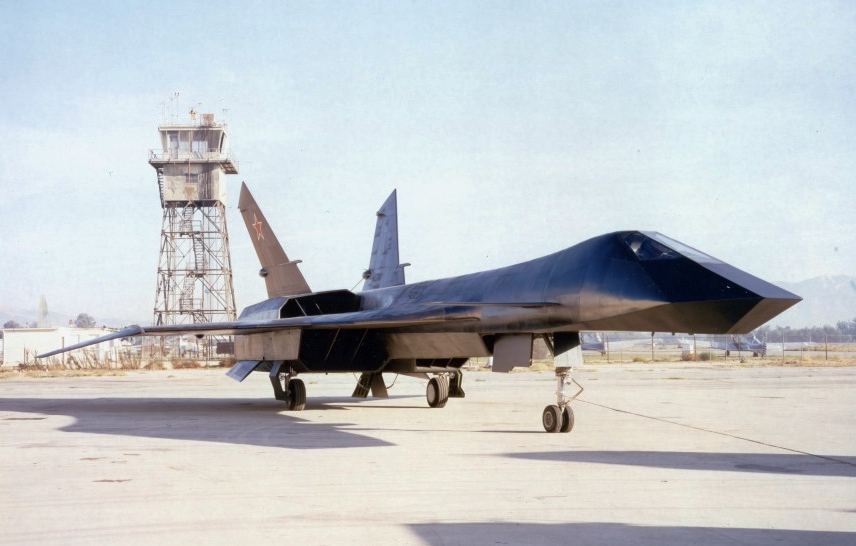
Mock-up der MiG-31. Filmset am Flughafen Van Nuys, Mai 1982

In der Sowjetunion wurde ein neues Kampfflugzeug, die MiG-31 (nicht zu verwechseln mit der realen, auch Foxhound genannten MiG-31), entwickelt, dessen fiktiver NATO-Codename „Firefox“ lautet. Die Firefox stellt alle Kampfflugzeuge, die zu dieser Zeit in der NATO existieren, in den Schatten. Sie erreicht mit Mach 6 Hyperschallgeschwindigkeit (das heißt sie kann sechsmal schneller als der Schall fliegen), verfügt über Tarnkappentechnik, wodurch sie von keinem Radarsystem erkannt werden kann, und ein neuartiges gedankengesteuertes Waffensystem, mit dem der Kampfpilot äußerst schnell auf Angriffe reagieren kann. Zurzeit soll nur ein Prototyp dieses Flugzeuges existieren. Um zu verhindern, dass die Sowjets das Flugzeug in Massen produzieren und damit einen militärischen Vorteil erlangen, wollen die Amerikaner mit Hilfe der Briten das Flugzeug stehlen. Der britische Geheimdienst hat bereits Verbindung zu Kontaktleuten in der Sowjetunion aufgenommen, die bereit sind, ein solches Vorhaben zu unterstützen. Darunter befinden sich auch die beiden Wissenschaftler Baranovich und Semelowsky, die maßgeblich an der Entwicklung der Firefox beteiligt sind und nichts mehr zu verlieren haben, da sie als Juden und potentielle Dissidenten wahrscheinlich in einem sowjetischen Zwangsarbeitslager landen, wenn sie nicht mehr benötigt werden.
Für das Vorhaben wird der Ex-Vietnam-Pilot Mitchell Gant ausgewählt. Er gehörte einer Spezialeinheit der US Air Force an und ist in der Lage, alle sowjetischen Kampfflugzeuge zu fliegen. Obwohl er seit dem Vietnamkrieg unter einer posttraumatischen Belastungsstörung leidet, ist er für den Einsatz prädestiniert, weil er fließend Russisch sprechen und – was erforderlich zur Bedienung des Flugzeuges ist – denken kann, da seine Mutter Russin und er zweisprachig aufgewachsen ist und er dieselbe Größe hat wie der Testpilot Oberst Voskow, für den Pilotenhelm und Druckanzug angepasst wurden. Gant wird unter falschem Namen in die Sowjetunion eingeschleust und trifft dort mit den Kontaktleuten zusammen, die ihn dabei unterstützen, an das Flugzeug heranzukommen. Dazu muss Gant mehrmals seine Identität wechseln und wird ständig von KGB und Militär verfolgt. Von Baranovich erfährt Gant, dass es noch einen zweiten Prototyp der Firefox gebe, der durch Feuer zerstört werden soll. Gant wird in den Hangarbereich eingeschleust und dringt in das Quartier von Voskow ein, den er überfällt und bewusstlos schlägt. Auf den angesetzten tödlichen Schlag verzichtet er jedoch und versteckt Voskow, um bis zum Start dessen Identität anzunehmen. Als die Nachricht über Gants wahre Identität auf dem Stützpunkt eintrifft und klar ist, was er vorhat, sitzt Gant bereits im Flugzeug und rollt damit zur Startbahn. Als er gerade von der Startbahn abhebt, trifft der Generalsekretär der KPdSU ein, der sich den Testflug mit der Firefox ansehen wollte. Die Zerstörung der zweiten Firefox wird gerade noch verhindert, Baranovich, Semelowsky und alle anderen Kontaktleute werden getötet. General Vladimirow und der Generalsekretär streiten sich über die weitere Vorgehensweise, nachdem es nicht gelungen ist, Gant abzufangen. Gant landet mit dem Flugzeug auf einer großen Eisscholle im Eismeer und wird von einem amerikanischen U-Boot („Mother One“) mit dem nötigen Treibstoff versorgt. Der inzwischen mit der zweiten Firefox losgeschickte Oberst Voskow kann Gant dank Luftbetankung einholen und es kommt über der Barentssee zwischen den beiden Piloten zu einem Luftkampf. Während diesem erleidet Gant einen Flashback und verliert für einen Moment jede Orientierung. Voskow lässt jedoch die Chance auf einen sicheren Abschuss ungenutzt. Im weiteren Verlauf des Luftkampfs kann Gant seinen Gegner schließlich abschießen und dann unbehelligt in Richtung NATO-Territorium fliegen.

## Sonstiges
- Die Spezialeffekte des Films schuf John Dykstra, der auch für Krieg der Sterne von George Lucas vergleichbare Tricksequenzen schuf.
- Die Außenaufnahmen, die in Moskau spielen, sowie die Aufnahmen in der U-Bahn und der U-Bahn-Haltestelle wurden in Wien gedreht: Zuerst die Station Stadtpark der Linie U4 und danach die Station Südtiroler Platz der Linie U1. Etwas später im Film taucht eine 4030 der S-Bahn Wien im Hintergrund auf. Dabei treten auch einige Filmfehler auf, beispielsweise sind in einer Szene an der Wand der U-Bahn-Station die Worte „Kurzzug“ und „Südtiroler Platz“ zu lesen.
- Außerdem sind die Hauptfront des Landesgerichts Wien, die Russisch-orthodoxe Kathedrale (Wien), das Äußere Burgtor und der Neue Flügel der Hofburg als „Moskauer Schauplätze“ im Bild zu sehen.
- Die Szenen, die das getauchte U-Boot zeigen, sind dem Film Eisstation Zebra entnommen.
- Es gibt ein Buch als Fortsetzung, das Firefox Down heißt. In dieser Fortsetzung wird klar, dass es den Sowjets doch noch gelang, die Firefox zur Notlandung zu zwingen. Gant landet das Flugzeug in Finnland auf einem zugefrorenen See und entkommt, kurz bevor das Flugzeug einbricht und versinkt. Gant kann sich zu seinen Leuten durchschlagen, und die Firefox wird geborgen, im Eilverfahren getrocknet und provisorisch startbereit gemacht. Gant schafft es mit Glück und Mühe, den Flieger in den NATO-Luftraum zu bringen, von da ab wird er von britischen Tornados eskortiert.
- Deutscher Alternativtitel ist Der Feuerfuchs.[2]

## Kritik
„Dies ist einer der Filme, die einer typischen politischen Instinktlosigkeit der Amerikaner entspringen. Um ihre Überlegenheit über tölpelhafte Russen zu demonstrieren, wurde eine haarsträubende Abenteuerstory im Stil schlechter Agentenfilme gezeichnet.“

„Haarsträubende Agentengeschichte, die in eine trickreiche Flugzeugverfolgung mündet; bedenklich durch Heldenverehrung und Aufrüstungsgesinnung.“

Der Autor Howard Hughes gab Firefox ebenfalls eine negative Beurteilung: “Watch the trailer, read the book, play the game — just avoid the film, it's another The Eiger Sanction” („Guck Dir den Trailer an, lies das Buch, spiel das Spiel, aber vermeide den Film, es ist ein weiterer Auftrag des Drachen).“ Vincent Canbys Kritik in der New York Times lieferte eine ähnliche Beurteilung ab: „Firefox sei ein James Bond ohne Frauen, ein Superman ohne Sinn für Humor.“ Demgegenüber lobte Roger Ebert den Film, der wie eine gute Maschine arbeiten würde.
Die Website Rotten Tomatoes, die Filmkritiken auswertet, gab dem Film eine positive Rate von 42 % (basierend auf 12 Kritiken).

## Synchronisation
Die Synchronfirma Elite Film GmbH, München, war verantwortlich für die Synchronisation.
| Rolle              | Darsteller      | Synchronsprecher  |
| ------------------ | --------------- | ----------------- |
| Mitchell Gant      | Clint Eastwood  | Klaus Kindler     |
| Captain Buckholz   | David Huffman   | Manfred Seipold   |
| Colonel Kontarsky  | Kenneth Colley  | Reinhard Glemnitz |
| General Vladimirov | Klaus Löwitsch  | Klaus Löwitsch    |
| Kenneth Aubrey     | Freddie Jones   | Holger Hagen      |
| Pavel Upenskoy     | Warren Clarke   | Gernot Duda       |
| Pyotr Baranovich   | Nigel Hawthorne | Horst Sachtleben  |